# Santiago Segurola Basáñez
Santiago Segurola (Barakaldo, Biscaia, 1957) és un periodista esportiu. Ha estat col·laborador tant en programes esportius com generalistes.
Destaca la seva trajectòria al diari El País, on va entrar el 1986. En fou redactor en cap de la secció d'Esports durant set anys (de 1999 a 2006). Després del Mundial de futbol del 2006, i fins que marxa del diari, fou redactor en cap del departament de Cultura.
L'agost del 2007 es va incorporar al diari Marca com a nou adjunt al director, Eduardo Inda. També col·labora en el programa d'Onda Cero Al primer toque, presentat per Ángel Rodríguez.
Tot i que el futbol ha estat el principal àmbit on s'ha mogut, és també un gran especialista en atletisme, natació i bàsquet (sobretot en l'NBA i la NCAA).
També és aficionat a la música i seguidor de l'Athletic Club.
L'any 2011 se'l va guardonar amb el Premi Internacional de Periodisme Manuel Vázquez Montalbán de periodisme esportiu.